# Municipio de Hawley
El municipio de Hawley (en inglés: Hawley Township) es un municipio ubicado en el condado de Clay en el estado estadounidense de Minnesota. En el año 2010 tenía una población de 474 habitantes y una densidad poblacional de 5,88 personas por km².

## Geografía
El municipio de Hawley se encuentra ubicado en las coordenadas 46°50′29″N 96°21′44″O / 46.84139, -96.36222. Según la Oficina del Censo de los Estados Unidos, el municipio tiene una superficie total de 80.68 km², de la cual 79,42 km² corresponden a tierra firme y (1,55 %) 1,25 km² es agua.

## Demografía
Según el censo de 2010, había 474 personas residiendo en el municipio de Hawley. La densidad de población era de 5,88 hab./km². De los 474 habitantes, el municipio de Hawley estaba compuesto por el 97,26 % blancos, el 0,63 % eran amerindios y el 2,11 % eran de una mezcla de razas. Del total de la población el 1,05 % eran hispanos o latinos de cualquier raza.